# A Ferencvárosi TC 1981–1982-es szezonja
A Ferencvárosi TC 1981–1982-es szezonja szócikk a Ferencvárosi TC első számú férfi labdarúgócsapatának egy szezonjáról szól, mely összességében és sorozatban is a 81. idénye volt a csapatnak a magyar első osztályban. A klub fennállásának ekkor volt a 83. évfordulója.

## Mérkőzések
| Színmagyarázat | Színmagyarázat |
| -------------- | -------------- |
|                | Győzelem.      |
|                | Döntetlen.     |
|                | Vereség.       |

### BEK
1. forduló
| 1981. szeptember 16. |

| Ferencváros                                     | 3 – 2               | Baník Ostrava                      |
| ----------------------------------------------- | ------------------- | ---------------------------------- |
| Pogány 23' 40' (11-esből) Szokolai 50' Judik 2' | (2 – 0) Jegyzőkönyv | Lička 76' Knapp 78' (11-esből) 44' |

| Üllői út, Budapest Nézőszám: 28 000 |

| 1981. szeptember 30. 17:00 |

| Baník Ostrava                                 | 3 – 0               | Ferencváros |
| --------------------------------------------- | ------------------- | ----------- |
| Šreiner 7' Knapp 14' 53' (11-esből) Rygel 46' | (2 – 0) Jegyzőkönyv | Szántó 13'  |

| Bazaly, Ostrava Nézőszám: 18 500 |

### NB 1 1981–82

#### Őszi fordulók
| 1. forduló 1981. augusztus 15. |

| Ferencváros                                                  | 4 – 0               | Csepel SC |
| ------------------------------------------------------------ | ------------------- | --------- |
| Pogány 16' (11-esből) 56' 74' (11-esből) Koch 48' Ebedli 51' | (1 – 0) Jegyzőkönyv |           |

| Üllői út, Budapest Nézőszám: 25 000 Játékvezető: Mohácsi Lajos (magyar) |

| 2. forduló 1981. augusztus 22. |

| Békéscsabai Előre Spartacus                       | 3 – 1               | Ferencváros             |
| ------------------------------------------------- | ------------------- | ----------------------- |
| Királyvári 1' (11-esből) Melis 7' Pásztor 76' 69' | (2 – 0) Jegyzőkönyv | Ebedli 62' Jancsika 39' |

| Kórház utcai stadion, Békéscsaba Nézőszám: 18 000 Játékvezető: Nagy Miklós (magyar) |

| 3. forduló 1981. augusztus 30. |

| Ferencváros                          | 3 – 2               | Debreceni MVSC                             |
| ------------------------------------ | ------------------- | ------------------------------------------ |
| Ebedli 55' Pogány 65' (11-esből) 78' | (0 – 2) Jegyzőkönyv | Judik 12' (öngól) Szűcs J. 36' Czikora 34' |

| Üllői út, Budapest Nézőszám: 25 000 Játékvezető: Kuti Sándor (magyar) |

| 4. forduló 1981. szeptember 2. |

| Ferencváros | 1 – 0               | Volán SC      |
| ----------- | ------------------- | ------------- |
| Kvaszta 74' | (0 – 0) Jegyzőkönyv | Ebedli F. 76' |

| Üllői út, Budapest Nézőszám: 24 000 Játékvezető: Jaczina Róbert (magyar) |

| 5. forduló 1981. szeptember 5. |

| Pécsi MSC                 | 1 – 0               | Ferencváros  |
| ------------------------- | ------------------- | ------------ |
| Dárdai 50' Brezniczky 12' | (0 – 0) Jegyzőkönyv | Jancsika 61' |

| PMFC Stadion, Pécs Nézőszám: 12 000 Játékvezető: Bártfai Róbert (magyar) |

| 6. forduló 1981. szeptember 12. |

| Ferencváros                                   | 2 – 4               | Budapesti Honvéd                                                    |
| --------------------------------------------- | ------------------- | ------------------------------------------------------------------- |
| Pölöskei 53' Nyilasi 63' Beles 40' Ebedli 59′ | (0 – 1) Jegyzőkönyv | Esterházy 30' 75' Pál 69' Kuti 73' (11-esből) Garaba 18' Pintér 59' |

| Üllői út, Budapest Nézőszám: 30 000 Játékvezető: Győri László (magyar) |

| 7. forduló 1981. szeptember 26. |

| Ózdi Kohász                               | 4 – 4               | Ferencváros                      |
| ----------------------------------------- | ------------------- | -------------------------------- |
| Dudás 16' Tokár 17' Ambrus 32' Becsei 41' | (4 – 2) Jegyzőkönyv | Szokolai 4' 88' Pölöskei 35' 83' |

| Városi Stadion, Ózd Nézőszám: 25 000 Játékvezető: Szávó János (magyar) |

| 8. forduló 1983. június 8. |

| Ferencváros                                                              | 5 – 1               | Tatabányai Bányász |
| ------------------------------------------------------------------------ | ------------------- | ------------------ |
| Szokolai 22' Nyilasi 29' (11-esből) Szabadi 38' Judik 73' 73' Pogány 85' | (3 – 0) Jegyzőkönyv | Csapó 55'          |

| Üllői út, Budapest Nézőszám: 15 000 Játékvezető: Palotai Károly (magyar) |

| 9. forduló 1981. október 7. |

| Szegedi EOL AK                    | 2 – 1               | Ferencváros                    |
| --------------------------------- | ------------------- | ------------------------------ |
| Kozma 21' (11-esből) Orosházi 43' | (2 – 0) Jegyzőkönyv | Pogány 81' (11-esből) Judik 5' |

| Szeged Nézőszám: 12 000 Játékvezető: Jaczina Róbert (magyar) |

| 10. forduló 1981. október 17. |

| Ferencváros             | 4 – 0               | Zalaegerszegi TE |
| ----------------------- | ------------------- | ---------------- |
| Pogány Pölöskei Szabadi | (2 – 0) Jegyzőkönyv |                  |

| Üllői út, Budapest Nézőszám: 13 000 Játékvezető: Palotai Károly (magyar) |

| 11. forduló 1981. október 24. |

| Haladás VSE | 1 – 2               | Ferencváros                          |
| ----------- | ------------------- | ------------------------------------ |
| Garics 32'  | (1 – 1) Jegyzőkönyv | Szabadi 10' Ebedli 50' 56' Beles 28' |

| Rohonci úti stadion, Szombathely Nézőszám: 15 000 Játékvezető: Mohácsi Lajos (magyar) |

| 12. forduló 1981. november 8. |

| Ferencváros    | 1 – 3               | Vasas                                          |
| -------------- | ------------------- | ---------------------------------------------- |
| Szántó 90' 36' | (0 – 0) Jegyzőkönyv | Kiss 56' Várady 71' 74' (11-esből) Komjáti 18' |

| Üllői út, Budapest Nézőszám: 24 000 Játékvezető: Nagy Miklós (magyar) |

| 13. forduló 1981. november 11. |

| Újpesti Dózsa                | 2 – 1               | Ferencváros                        |
| ---------------------------- | ------------------- | ---------------------------------- |
| Jancsika 9' (öngól) Kiss 26' | (2 – 1) Jegyzőkönyv | Szokolai 15' Pogány 55' Takács 64' |

| Megyeri út, Budapest Nézőszám: 12 000 Játékvezető: Palotai Károly (magyar) |

| 14. forduló 1981. november 22. |

| Ferencváros                     | 3 – 0               | Videoton |
| ------------------------------- | ------------------- | -------- |
| Takács 45' Koch 50' Szabadi 88' | (1 – 0) Jegyzőkönyv |          |

| Üllői út, Budapest Nézőszám: 15 000 Játékvezető: Kuti Sándor (magyar) |

| 15. forduló 1981. november 25. |

| Rába ETO                 | 2 – 0               | Ferencváros        |
| ------------------------ | ------------------- | ------------------ |
| Szabó 21' 84' Glázer 19' | (1 – 0) Jegyzőkönyv | Szántó 7' Koch 89′ |

| Rába ETO Stadion, Győr Nézőszám: 15 000 Játékvezető: Jaczina Róbert (magyar) |

| 16. forduló 1981. november 28. |

| Ferencváros                                            | 3 – 0               | Nyíregyházi VSSC |
| ------------------------------------------------------ | ------------------- | ---------------- |
| Kléninger 27' (öngól) Nyilasi 53' Szikszai 64' (öngól) | (1 – 0) Jegyzőkönyv |                  |

| Üllői út, Budapest Nézőszám: 4 000 Játékvezető: Bártfai Róbert (magyar) |

| 17. forduló 1981. december 2. |

| Diósgyőr                        | 2 – 0               | Ferencváros |
| ------------------------------- | ------------------- | ----------- |
| Görgei 56' Giron 70' (11-esből) | (0 – 0) Jegyzőkönyv |             |

| DVTK-stadion, Miskolc Nézőszám: 4 000 Játékvezető: Szávó János (magyar) |

| 18. forduló 1981. december 5. |

| Csepel SC | 0 – 1   | Ferencváros |
| --------- | ------- | ----------- |
|           | (0 – 0) | Judik 77'   |

| Béke téri stadion, Budapest Nézőszám: 10 000 Játékvezető: Pádár László (magyar) |

| 19. forduló 1981. december 12. |

| Ferencváros                                   | 3 – 1               | Békéscsabai Előre Spartacus                 |
| --------------------------------------------- | ------------------- | ------------------------------------------- |
| Kvaszta 5' Rab 7' (11-esből) Pölöskei 73' 20' | (2 – 1) Jegyzőkönyv | Melis 29' Pásztor 9′ Vágási 12' Kerekes 61' |

| Üllői út, Budapest Nézőszám: 6 000 Játékvezető: Mohácsi Lajos (magyar) |

| 20. forduló 1981. december 16. |

| Debreceni MVSC | 0 – 1               | Ferencváros       |
| -------------- | ------------------- | ----------------- |
|                | (0 – 0) Jegyzőkönyv | Fodor 73' (öngól) |

| Nagyerdei stadion, Debrecen Nézőszám: 4 000 Játékvezető: Bártfai Róbert (magyar) |

#### Tavaszi fordulók
| 21. forduló 1982. február 27. |

| Volán SC                            | 3 – 4               | Ferencváros                                             |
| ----------------------------------- | ------------------- | ------------------------------------------------------- |
| Árky 27' 89' Szeibert 57' Sebők 65' | (1 – 4) Jegyzőkönyv | Szántó 8' Szokolai 15' Ebedli 28' Pogány 36' (11-esből) |

| Czabán Samu tér, Budapest Nézőszám: 13 000 Játékvezető: Nagy Béla (magyar) |

| 22. forduló 1982. március 3. |

| Ferencváros              | 2 – 1               | Pécsi MSC           |
| ------------------------ | ------------------- | ------------------- |
| Nyilasi 21' Szokolai 71' | (1 – 0) Jegyzőkönyv | Nagy 47' Morvai 23' |

| Üllői út, Budapest Nézőszám: 18 000 Játékvezető: Nagy Miklós (magyar) |

| 23. forduló 1982. március 7. |

| Budapesti Honvéd         | 0 – 2               | Ferencváros                        |
| ------------------------ | ------------------- | ---------------------------------- |
| Garaba 36′, 77′ Nagy 62' | (0 – 0) Jegyzőkönyv | Nyilasi 60' Szokolai 86' Beles 29' |

| Bozsik József Stadion, Budapest Nézőszám: 22 000 Játékvezető: Kuti Sándor (magyar) |

| 24. forduló 1982. március 18. |

| Ferencváros                                   | 5 – 1               | Ózdi Kohász |
| --------------------------------------------- | ------------------- | ----------- |
| Szokolai 29' 57' Nyilasi 46' 67' Pölöskei 64' | (1 – 0) Jegyzőkönyv | Ambrus 48'  |

| Üllői út, Budapest Nézőszám: 14 000 Játékvezető: Jaczina Róbert (magyar) |

| 25. forduló 1982. március 20. |

| Tatabányai Bányász | 1 – 4               | Ferencváros                                   |
| ------------------ | ------------------- | --------------------------------------------- |
| Weimper 74'        | (0 – 1) Jegyzőkönyv | Szántó 7' Nyilasi 66' Pölöskei 69' Mörtel 78' |

| Városi Stadion, Tatabánya Nézőszám: 6 000 Játékvezető: Palotai Károly (magyar) |

| 26. forduló 1982. március 27. |

| Ferencváros                       | 3 – 2               | Szegedi EOL AK |
| --------------------------------- | ------------------- | -------------- |
| Szokolai 17' Nyilasi 46' Koch 77' | (1 – 2) Jegyzőkönyv | Kun 28' 38'    |

| Üllői út, Budapest Nézőszám: 25 000 Játékvezető: Nagy Béla (magyar) |

| 27. forduló 1982. április 7. |

| Zalaegerszegi TE                       | 1 – 1               | Ferencváros                          |
| -------------------------------------- | ------------------- | ------------------------------------ |
| Török 36' Szimacsek 21′, 73′ Major 40' | (1 – 0) Jegyzőkönyv | Szokolai 77' Ebedli 44' Jancsika 67' |

| ZTE Stadion, Zalaegerszeg Nézőszám: 20 000 Játékvezető: Urbán Árpád (magyar) |

| 28. forduló 1982. április 10. |

| Ferencváros | 0 – 1   | Haladás VSE         |
| ----------- | ------- | ------------------- |
|             | (0 – 0) | Szabó 79' Fitos 56' |

| Üllői út, Budapest Nézőszám: 18 000 Játékvezető: Maczkó József (magyar) |

| 29. forduló 1982. április 14. |

| Vasas                                     | 2 – 4               | Ferencváros                               |
| ----------------------------------------- | ------------------- | ----------------------------------------- |
| Hegedűs 13' Híres 63' Szabó 55' Török 56' | (1 – 4) Jegyzőkönyv | Mörtel 4' Pogány 14' Rab 29' Szokolai 45' |

| Népstadion, Budapest Nézőszám: 20 000 Játékvezető: Palotai Károly (magyar) |

| 30. forduló 1982. április 21. |

| Ferencváros                                              | 5 – 0               | Újpesti Dózsa |
| -------------------------------------------------------- | ------------------- | ------------- |
| Szokolai 33' 52' 57' Pölöskei 50' 66' Rab 60' Ebedli 28' | (1 – 0) Jegyzőkönyv | Steidl 37'    |

| Üllői út, Budapest Nézőszám: 25 000 Játékvezető: Jaczina Róbert (magyar) |

| 31. forduló 1982. április 24. |

| Videoton | 0 – 1               | Ferencváros |
| -------- | ------------------- | ----------- |
| Kiss 10' | (0 – 0) Jegyzőkönyv | Pogány 56'  |

| Sóstói Stadion, Székesfehérvár Nézőszám: 20 000 Játékvezető: Nagy Miklós (magyar) |

| 32. forduló 1982. április 28. |

| Ferencváros                                   | 3 – 4               | Rába ETO                                            |
| --------------------------------------------- | ------------------- | --------------------------------------------------- |
| Szabadi 12' Pogány 73' Ebedli 85' Nyilasi 50' | (1 – 0) Jegyzőkönyv | Burcsa 49' Szentes 55' 68' Szíjártó 65' Hajszán 84' |

| Üllői út, Budapest Nézőszám: 30 000 Játékvezető: Szávó János (magyar) |

| 33. forduló 1982. május 1. |

| Nyíregyházi VSSC       | 1 – 1               | Ferencváros            |
| ---------------------- | ------------------- | ---------------------- |
| Fecsku 31' Moldván 38' | (1 – 0) Jegyzőkönyv | Nyilasi 78' Pogány 84' |

| Nyíregyháza Városi Stadion, Nyíregyháza Nézőszám: 20 000 Játékvezető: Kuti Sándor (magyar) |

| 34. forduló 1982. május 5. |

| Ferencváros  | 1 – 1               | Diósgyőr      |
| ------------ | ------------------- | ------------- |
| Szokolai 41' | (1 – 1) Jegyzőkönyv | Borostyán 21' |

| Üllői út, Budapest Nézőszám: 20 000 Játékvezető: Pálvölgyi János (magyar) |

#### A bajnokság végeredménye
|    | Csapat                      | Játszott | Gy | D  | V  | L   | K  | Gk  | Pont | Megjegyzés                               |
| -- | --------------------------- | -------- | -- | -- | -- | --- | -- | --- | ---- | ---------------------------------------- |
| 1  | Rába ETO                    | 34       | 21 | 7  | 6  | 102 | 50 | +52 | 49   | Bajnok, 1982–1983-as BEK                 |
| 2  | Ferencváros                 | 34       | 20 | 4  | 10 | 76  | 46 | +30 | 44   | 1982–1983-as UEFA-kupa                   |
| 3  | Tatabányai Bányász          | 34       | 15 | 13 | 6  | 58  | 43 | +15 | 43   | 1982–1983-as UEFA-kupa                   |
| 4  | Videoton SC                 | 34       | 18 | 5  | 11 | 49  | 44 | +5  | 41   |                                          |
| 5  | Újpesti Dózsa               | 34       | 14 | 12 | 8  | 49  | 37 | +12 | 40   | 1982–1983-as kupagyőztesek Európa-kupája |
| 6  | Bp. Honvéd SE               | 34       | 15 | 9  | 10 | 54  | 40 | +14 | 39   |                                          |
| 7  | Csepel SC                   | 34       | 11 | 14 | 9  | 37  | 34 | +3  | 36   |                                          |
| 8  | Pécsi MSC                   | 34       | 15 | 5  | 14 | 51  | 45 | +6  | 35   |                                          |
| 9  | Szombathelyi Haladás        | 34       | 13 | 9  | 12 | 46  | 42 | +4  | 35   |                                          |
| 10 | Békéscsabai Előre Spartacus | 34       | 11 | 13 | 10 | 44  | 44 | 0   | 35   |                                          |
| 11 | Debreceni MVSC              | 34       | 13 | 8  | 13 | 46  | 55 | -9  | 34   |                                          |
| 12 | Vasas SC                    | 34       | 12 | 8  | 14 | 57  | 54 | +3  | 32   | 1982–1983-as közép-európai kupa          |
| 13 | Zalaegerszegi TE            | 34       | 9  | 14 | 11 | 33  | 47 | -14 | 32   |                                          |
| 14 | Diósgyőri VTK               | 34       | 9  | 11 | 14 | 48  | 62 | -14 | 29   |                                          |
| 15 | Nyíregyháza Spartacus       | 34       | 8  | 12 | 14 | 35  | 51 | -16 | 28   |                                          |
| 16 | Volán SC                    | 34       | 5  | 11 | 18 | 43  | 61 | -18 | 21   | Kiestek az NB II-be                      |
| 17 | SZEOL AK                    | 34       | 8  | 4  | 22 | 35  | 74 | -39 | 20   | Kiestek az NB II-be                      |
| 18 | Ózdi Kohász                 | 34       | 7  | 5  | 22 | 41  | 75 | -34 | 19   | Kiestek az NB II-be                      |

#### Eredmények összesítése
Az alábbi táblázatban összesítve szerepelnek a Ferencvárosi TC 1981/82-es bajnokságban elért eredményei.
| Ősz/tavasz (forduló)    | Otthon | Otthon | Otthon | Otthon | Otthon | Otthon | Otthon | Idegenben | Idegenben | Idegenben | Idegenben | Idegenben | Idegenben | Idegenben |
| Ősz/tavasz (forduló)    | M      | GY     | D      | V      | LG–KG  | GK     | P      | M         | GY        | D         | V         | LG–KG     | GK        | P         |
| ----------------------- | ------ | ------ | ------ | ------ | ------ | ------ | ------ | --------- | --------- | --------- | --------- | --------- | --------- | --------- |
| Őszi szezon (1–20.)     | 10     | 8      | 0      | 2      | 29–11  | +18    | 16     | 10        | 3         | 1         | 6         | 11–17     | –6        | 7         |
| Tavaszi szezon (21–34.) | 7      | 4      | 1      | 2      | 19–10  | +9     | 9      | 7         | 5         | 2         | 0         | 17–8      | +9        | 12        |
| Összesen (1–34.)        | 17     | 12     | 1      | 4      | 48–21  | +27    | 25     | 17        | 8         | 3         | 6         | 28–25     | +3        | 19        |

### Magyar kupa
| 1981. december 9. |

| MTK–VM | 2 – 0               | Ferencváros |
| ------ | ------------------- | ----------- |
|        | (0 – 0) Jegyzőkönyv |             |

| Hungária körút, Budapest |

### Egyéb mérkőzések
| 1981. július 22. |

| Zell am See | 2 – 5       | Ferencváros                |
| ----------- | ----------- | -------------------------- |
|             | Jegyzőkönyv | Szokolai Murai Koch Ebedli |

| Zell am See |

| 1981. július 24. |

| Austria Salzburg | 0 – 2       | Ferencváros    |
| ---------------- | ----------- | -------------- |
|                  | Jegyzőkönyv | Murai Szokolai |

| Salzburg |

| 1981. július 26. |

| Salzburg tartományi válogatott | 2 – 4       | Ferencváros          |
| ------------------------------ | ----------- | -------------------- |
|                                | Jegyzőkönyv | Szokolai Pogány Koch |

| Stuhlfelden |

| 1981. július 29. |

| Austria Wien | 1 – 2       | Ferencváros               |
| ------------ | ----------- | ------------------------- |
|              | Jegyzőkönyv | Pölöskei 71' Szokolai 89' |

| Bécs |

| 1981. július 31. |

| Rapid Wien | 2 – 2       | Ferencváros             |
| ---------- | ----------- | ----------------------- |
|            | Jegyzőkönyv | Szokolai 15' Pogány 21' |

| Bécs |

- Tizenegyesekkel (4 – 5) a Ferencváros nyert.

| 1981. augusztus 25. |

| Ferencváros     | 4 – 0       | SC Quadsia Kuwait |
| --------------- | ----------- | ----------------- |
| Pogány Szokolai | Jegyzőkönyv |                   |

| Üllői út, Budapest |

| 1981. szeptember 9. |

| Ferencváros | 1 – 3       | Líbia |
| ----------- | ----------- | ----- |
| Szokolai    | Jegyzőkönyv |       |

| Üllői út, Budapest |

| 1981. szeptember 19. |

| Slovan Radzovce | 1 – 5       | Ferencváros                  |
| --------------- | ----------- | ---------------------------- |
|                 | Jegyzőkönyv | Pogány Gecse Szokolai Ebedli |

| Ragyolc |

| 1982. február 7. |

| Hajduk Split   | 3 – 1       | Ferencváros |
| -------------- | ----------- | ----------- |
| Gudelj Vujović | Jegyzőkönyv | Szokolai    |

| Split |

| 1982. február 10. |

| Šibenik | 0 – 2       | Ferencváros    |
| ------- | ----------- | -------------- |
|         | Jegyzőkönyv | Judik Szokolai |

| Šibenik |

| 1982. február 13. |

| FK Galenika | 2 – 1       | Ferencváros |
| ----------- | ----------- | ----------- |
|             | Jegyzőkönyv | Ebedli      |

| Belgrád |

| 1982. június 2. |

| Ferencváros | 1 – 3       | Elche CF |
| ----------- | ----------- | -------- |
| Ebedli      | Jegyzőkönyv |          |

| Népstadion, Budapest |

## Külső hivatkozások
- A csapat hivatalos honlapja (magyarul)
- Az 1981–82-es szezon menetrendje a tempofradi.hu-n (magyarul)